# احترس عصابة النساء (فلم)
احترس عصابة النساء فيلم مصري إنتاج عام 1986.

## القصة
سوزي (سوسن بدر) تتزعم عصابة من الفتيات يقمن بتهريب الماس لداخل البلاد عن طريق المطارات وتتكون العصابة من سالي (عزة جمال) ورجاء (أمل إبراهيم) وناديه (منيرفا) ومنى (مهجه عبد الرحمن) وتعامل سوزى أفراد عصابتها بقسوه بالغه ولا تتساهل في أي إهمال أو تجاوز ولاتعرف الرحمة أو تلتمس لهم الأعذار. وينافس تلك العصابة النسائية عصابة أخرى بقيادة شوكت (محمود الزهيرى) ويعاونه ذراعه اليمين عطيه (عادل عبد المنعم). سوزى وشوكت يجهل كل منهما الآخر ويسعى كل منهما للقضاء على الآخر حتى تخلوا الساحة له بينما يراقب البوليس الجميع وزرع بينهم العقيد مجدى كامل (سيد زيان) في شخصية تاجر سيارات تحت اسم أبو زيد السحلاوى. مدحت (سمير غانم) صحفي يكلفه رئيس التحرير هاشم بيه (امين عنتر) بكشف حقيقة عصابة النساء فينتحل شخصية جرسون للعمل مع صديقه فؤاد (هادى الجيار) في الفندق الذي يقيم فيه شوكت بيه مسابقة للشطرنج لانه يعلم ان زعيمة العصابة النسائية تهوى لعب الشطرنج ولا تترك أي مسابقة دون الاشتراك فيها والفوز بها وهو يريد ان يكشف شخصيتها. وتحضر المسابقة نورا (إلهام شاهين)وابنة عمها فاتن (ڤيڤيان صلاح) والأخيرة تحب فؤادالجرسون ويتعرف أبو زيد على نورا حتى يستطيع دخول الحفل لان الحضور عائلى. تصل نورا وسوزى للدور النهائى لمسابقة الشطرنج وكادت سوزى تفوز لولا أن جاءها تليفون من سالى تطلب منها ان تنهزم حتى لا تنكشف شخصيتها وبالفعل تفوز نورا ويظن الجميع انها زعيمة العصابة. يسعى شوكت لاحتواء نورا للقضاء عليها وتسعى سوزى لضم نورا إلى عصابتها كوجه جديد. تحاول رجاء الحصول على قرض مالى لعلاج امها المريضة فترفض سوزى فتطلب منها منحها اجازه لرعاية امها فترفض أيضاً وتموت امها فتمتنع عن العمل وتقوم سوزى بحبسها وتعذيبها. يشك الجميع في مدحت الصحفي ويظنون انه من البوليس فيتم اختطافه وضربه ضربا مبرحاً وتحاول زميلته الصحفية عفاف (ناديه العزقلانى) التي تحبه منعه من استكمال مهمته فيرفض ويصر على كشف العصابة. اختطفت عصابة النساء فؤاد وخطيبته فاتن وحبستهم ولكن رجاء استطاعت الهرب وإبلاغ نورا ومدحت بمكان العصابة فجاءوا ووراءهم شوكت وعصابته الذين كانوا يراقبون مدحت ودارت معركه كبيره بين العصابتين رجال ونساء وظهر أبو زيد وكشف عن شخصيته كضابط بوليس واستدعى قوات الشرطة التي قبضت على الجميع.

## الممثلون
| - سمير غانم - إلهام شاهين - سيد زيان - سوسن بدر - هادى الجيار - محمود الزهيرى | - فيفان صلاح - نصر حماد - امل إبراهيم - منيرفا - عزة جمال - عادل عبد المنعم |

## روابط خارجية
- احترس عصابة النساء على موقع قاعدة بيانات الأفلام العربية

## وصلات خارجية
- صفحة الفيلم علي موقع السينما